# 둥싱구

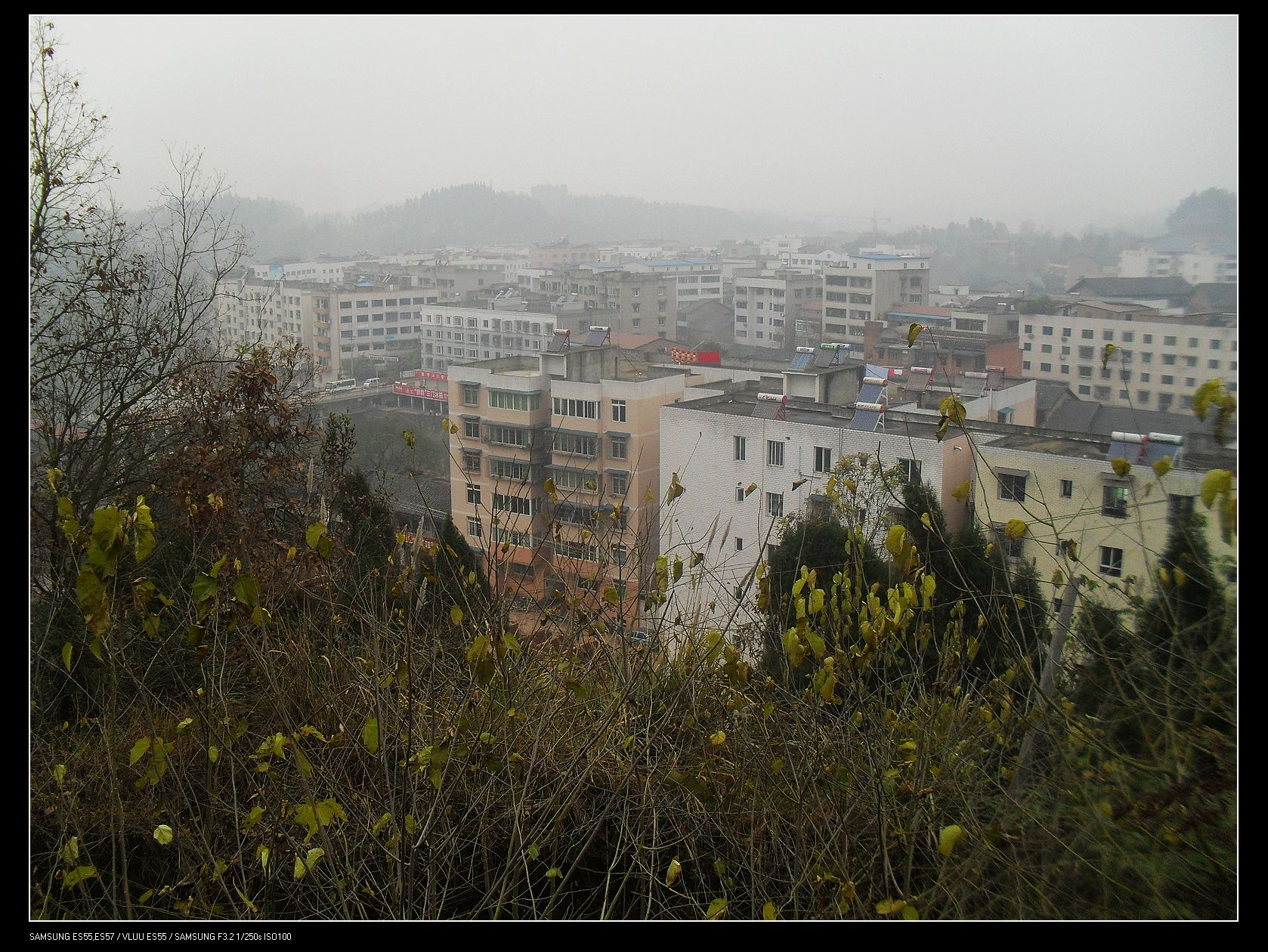

둥싱구(한국어: 동흥구, 중국어: 东兴区, 병음: Dōngxīng Qū)는 중화인민공화국 쓰촨성 네이장시의 현급 행정구역이다. 넓이는 1181km2이고, 인구는 2007년 기준으로 870,000명이다.

## 기후
연평균 기온은 17.6°C이고 연평균 강수량은 1000mm이다.

## 행정 구역
3개 가도, 12개 진, 14개 향을 관할한다.
- 가도: 东兴街道, 西林街道, 新江街道.
- 진: 田家镇, 郭北镇, 高梁镇, 白合镇, 顺河镇, 胜利镇, 高桥镇, 双才镇, 小河口镇, 杨家镇, 椑木镇, 石子镇.
- 향: 太安乡, 苏家乡, 富溪乡, 同福乡, 椑南乡, 永东乡, 永福乡, 新店乡, 双桥乡, 平坦乡, 中山乡, 大治乡, 柳桥乡, 三烈乡.